# Joseph-Paul Eydoux
 (novembre 2018).
Si vous disposez d'ouvrages ou d'articles de référence ou si vous connaissez des sites web de qualité traitant du thème abordé ici, merci de compléter l'article en donnant les références utiles à sa vérifiabilité et en les liant à la section « Notes et références ».
Pour les articles homonymes, voir Eydoux.
Joseph-Paul Eydoux, né le 15 février 1852 à Carpentras (Vaucluse) et mort le 4 novembre 1918 à Loriol-du-Comtat (même département), est un officier général français.

## Biographie

### Jeunesse
D'une famille de notaires et de consuls de Carpentras, il choisit la carrière militaire. Souscrivant un engagement volontaire dans l'infanterie le 1er novembre 1870 pour la durée de la guerre franco-allemande, il est promu sous-lieutenant à titre provisoire le 2 décembre 1870, comme candidat admissible à Saint-Cyr. Participant ensuite aux combats contre la commune de Paris, il est blessé de deux éclats d’obus à la poitrine et au bras, et cité lors des combats de Neuilly (avril 1871).
Il entre à Saint-Cyr en septembre 1871 et choisit l'infanterie à sa sortie d'école (classé 132e sur 350 élèves).

### Début de carrière
Au grade de capitaine, il est stagiaire à l'état-major de la 11e Division à Nancy puis est affecté au 1er bureau de l'état-major de l'armée. Élève à l'École supérieure de guerre (1881-1883), il s'y classe 35e sur 55 élèves à la sortie. Chef de bataillon en 1891, il est affecté à l’état-major du 4e Corps. Lieutenant-colonel, il est chef de la section technique de l'infanterie au ministère de la guerre puis commande le 157e Régiment d'Infanterie.

### Mission militaire en Grèce
Général de brigade en 1908 puis de division en 1911, il est appelé au commandement de la mission militaire française en Grèce.
Le pays est alors toujours fragile, mal rétabli d’une défaite humiliante contre la Turquie en 1897 à propos de la Crète, marqué par un coup d’État militaire en 1909 et traversé par des courants rivaux, germanophiles et francophiles. La nomination au poste de premier ministre par le roi Georges du grand homme d’État grec, Venizelos, est à l’origine d’un rétablissement spectaculaire de la Grèce sur les plans intérieur et international. Francophile et attaché au renforcement de l'armée dans le cadre des rapports de force très aigus dans les Balkans à l'époque, il fait appel à une mission militaire française. Le commandement en est confié au général Eydoux, à la place du général Foch, auquel il avait été envisagé de confier la mission initialement.
Se voyant confier des attributions très larges par le nouveau premier ministre, alors que la précédente mission, en 1884-1887, avait été réduite à un rôle confiné, la mission militaire provoque une profonde restructuration de l’armée grecque. L’équipement est entièrement renouvelé (fusils, mitrailleuses, artillerie), le service de santé et l’intendance sont réorganisés, l’organisation tactique est modifiée (trois régiments par division afin de faciliter l’emploi et le commandement des grandes unités dans les régions difficiles). Surtout, les principes d’instruction et de tactique de l’armée française de l’époque sont enseignés intensivement, au cours d’exercices et de manœuvres et au sein d’écoles de formation créées à cette occasion.
Le positionnement diplomatique de la mission militaire doit compter avec le courant germanophile actif en Grèce à cette époque, et porté en particulier par le fils du roi Georges, le prince Constantin. Le général Eydoux crée la Ligue franco-hellénique en 1912, qui existe toujours, afin de renforcer l’influence culturelle française et faciliter l’action de la mission.
Pendant les guerres balkaniques de 1911-1913, conformément aux directives reçues du gouvernement français, le rôle de la mission est limité au conseil au commandement et au gouvernement. L’assassinat du roi Georges en 1913 et l’arrivée sur le trône de son fils Constantin ont pour effet de réduire les attributions de la mission. Néanmoins, les succès militaires remportés par l’armée grecque et les gains territoriaux considérables obtenus à la suite du traité de Londres, renforcent alors le prestige de la France en Grèce. Parmi les causes des succès remportés, les responsables politiques et l'armée reconnaissent en effet l'importance du rôle de la mission militaire française, dans la préparation de l'armée grecque et les conseils prodigués au cours des opérations.
Appelé au commandement du 11e corps d'armée de Nantes en avril 1914, il est remplacé par le général de Villaret à la tête de la mission militaire. Celle-ci prend fin en août 1914, date à laquelle ses membres rembarquent pour la France.

### Première Guerre mondiale
Au moment de la déclaration de guerre, le 11e corps d’armée est intégré à la IIIe armée (général Ruffey) puis à la IVe Armée du général de Langle de Cary.

#### Bataille de Maissin
Comme les autres commandants de corps d’armées des IIIe et IVe Armées, le général Eydoux reçoit l’ordre d’attaquer pour le 22 août, après plusieurs jours d’attente. L’objectif assigné est le village de Maissin, dans le Luxembourg belge. Les premières reconnaissances, effectuées au matin du 22 août par des escadrons du 2e régiment de chasseurs rapportent que le village est inoccupé, ce qui amène à faire forcer la marche de l’avant-garde du corps d’armée. Mais entre-temps, le village est investi progressivement par une division allemande (25e division hessoise). Vers midi, le 19e régiment d'infanterie, arrivé sur place en premier, fait face aux troupes allemandes. Son chef de corps prend la décision d’attaquer le village, en situation de forte infériorité numérique (non reconnue), et malgré les consignes données par le général commandant la 22e division d’attendre l’appui de l’artillerie divisionnaire. La 22e division, vers le nord et le nord-est du village, puis la 21e division vers l’ouest sont engagées successivement, à mesure de leur arrivée sur place. La supériorité tactique des allemands leur permet de mettre progressivement en difficulté la 22e division jusqu’à la menacer d'enveloppement par le sud-est en fin d’après-midi. Mais c'est surtout l'absence de liaison à l'est avec le 17e corps d'armée constatée par les envois répétés d'officiers de liaison en cours d'engagement qui provoque l’ordre de retraite du 11e corps d'armée en fin d’après-midi. Alors que l’ordre de retraite est donné, l’effondrement de l’aile droite allemande (117e et 118e régiments d'infanterie) pendant la bataille, à la suite d'une coïncidence d'attaques de bataillons de la 21e division, permet à celle-ci d’investir le village vers 19 heures. Compte tenu de cette situation nouvelle, la brigade allemande en pointe, à l'est du village, se replie immédiatement, mais en bon ordre. L'ordre de retraite du 11e corps, s'appliquant essentiellement à la 21e division, pouvait apparaître, avec le recul, prématuré, car celle-ci pouvait alors se retourner contre l'aile gauche allemande avancée. La décision de faire faire retraite à l'ensemble du corps d'armée semblait en définitive la plus appropriée, car le repli précipité du 17e corps à Bertrix, à l’est du 11e corps, effectué sans en informer les corps voisins, rendait toute manœuvre supplémentaire aléatoire et dangereuse, en raison de la perte de temps qu'elle eût occasionnée.
En cette fin d'après-midi du 22 août, le 11e corps remporte l'une des rares victoires tactiques françaises de la Bataille des frontières, en raison principalement : 
- de sa supériorité numérique (un corps d’armée contre une division) ;
- de l’incapacité des allemands à être renforcés à temps au cours de la bataille, et notamment leur aile droite qui est mise en déroute ;
- de la combativité remarquable des troupes du 11e corps, composé de régiments bretons et vendéens.

La réalité du commandement stratégique fut limitée. À cela sont dus : 
- les mauvaises conditions de l’engagement initial et sa rapidité, ce qui en a fait un combat de rencontre, rendant difficile toute manœuvre,
- l’absence de liaison tactique entre régiments et divisions engagés successivement et sur un terrain très vallonné,
- la méconnaissance du rapport de force global, avant et pendant la bataille,
- la difficulté d’obtenir des informations fiables pendant l’engagement, en raison de la confusion des combats.

#### La retraite
Le 11e corps s’illustre lors des batailles de défense de la Meuse, dans le bois de la Marfée au sud de Sedan, retardant la progression allemande. Le 27 août, un drapeau allemand tombe entre les mains de soldats du 137e régimet d'infanterie.

#### Bataille de la Marne
Intégré à la IXe armée nouvellement constituée sous les ordres du général Foch, le 11e corps en constitue la droite. Il arrête sa retraite vers le 5 septembre, stationnant entre Chalons-en-Champagne et Fère-Champenoise, défendant un front de 15 kilomètres, dans un relief de plaine peu propice à la défense et en extrémité de dispositif. Maillon faible du dispositif de la IXe armée, celle-ci constituant par ailleurs le centre de l’armée française, le 11e corps est attaqué les journées des 6 et 7 septembre par les allemands, mais sans résultat. Dans une tentative de contrer les effets de la contre-attaque française sur la 1re armée allemande, qui commence à se replier, le général allemand von Hausen (3e armée) tente de forcer la décision et décide une attaque massive de toute son armée, le 8 septembre au matin, sur la ligne du 11e corps. Bien que renforcé tardivement par deux divisions d’infanterie (18e DI - 60e DI) celui-ci est mis en déroute. L’effet de surprise et l’utilisation systématique de l’arme blanche créent une panique dans les premières lignes. Le corps d’armée recule d’une dizaine de kilomètres en quelques heures, évacuant Fère-Champenoise, malgré les ordres du général Foch. En situation de forte infériorité numérique, le 11e corps, jusqu’au 9 septembre au soir est plusieurs fois menacé de dislocation. Il s’arrête dans la plaine au nord de Gourgançon au soir du 9 septembre.
Malgré la situation, la continuité du commandement est maintenue : des ordres sont donnés de regroupement des unités et d’organisation du terrain (creusement de tranchée), les ordres du général Foch de s’accrocher au terrain sont exécutés malgré une situation très défavorable.

#### Suite de la guerre
Le 11e corps participe à la course à la mer. Il est engagé dans des combats à l’est d’Amiens. 
À compter du 10 février 1915, le général Eydoux est remplacé à la tête du 11e corps par le général Baumgarten. Comme le rapportent des notes internes, il apparaît éprouvé par la campagne, depuis l'engagement de son corps d'armée. Le 11e corps a, alors, subi des pertes considérables et des signes de découragement, avérés, ou perçus comme tels par le commandement supérieur se sont manifestés ("manque d'énergie" lors des attaques). En outre, le général Eydoux perd son unique fils, Louis Eydoux, capitaine au 152e régiment d'infanterie, en décembre 1914. Ce dernier était avocat et adjoint au maire de Toulouse.
Le général Eydoux est nommé commandant supérieur de la défense des places du groupe de Dunkerque et gouverneur militaire de la ville. Enfin, le 20 mars 1916, il est appelé au commandement de la région du nord. Il quitte son commandement et est placé dans la 2e section de réserve le 21 mai 1917.
Au moment de la création des fronts secondaires, dans les Dardanelles en 1915, puis en Grèce en 1916, pour des raisons mal connues, il n'est pas appelé au commandement des corps expéditionnaires, malgré son rayonnement en Grèce.
Il meurt accidentellement le 4 novembre 1918 d’une fracture du crâne, après avoir chuté dans un escalier de sa propriété à Loriol-du-Comtat.

## Famille
Le général Eydoux était un oncle de Denis Eydoux, directeur des études de l'École polytechnique de 1925 à 1941 et un grand-oncle de Henri-Paul Eydoux, haut fonctionnaire et écrivain.

## Distinctions
|  |  |  |
|  |  |  |

### Décorations
- Grand-Officier de la Légion d’honneur
- Grand-croix de l'ordre du Sauveur (Grèce)
- Chevalier-commandeur de l'ordre de Saint-Michel et Saint-Georges (Royaume-Uni)
- Grand-officier de l’ordre de Léopold (Belgique) ;
- Croix de guerre avec palme ;
- Croix de guerre belge.